# Кошарка на Летњим олимпијским играма 1996.
Кошаркашки турнир на Летњим олимпијским играма одржаним 1996. године је четрнаести по реду званични кошаркашки турнир на Олимпијским играма, а шести по реду кошаркашки турнир на Олимпијским играма на којем су учествовале жене. Турнир је одржан у Џорџ Думу и Форбс Арени у Атланти, САД.

## Освајачи медаља
| Дисциплина | Злато            | Сребро         | Бронза     |
| ---------- | ---------------- | -------------- | ---------- |
| Мушкарци   | Сједињене Државе | СР Југославија | Литванија  |
| Жене       | Сједињене Државе | Бразил         | Аустралија |

## Учесници

### Мушкарци
| - Ангола - Аустралија - Аргентина - Бразил - Грчка - СР Југославија | - Кина - Јужна Кореја - Литванија - Порторико - Сједињене Америчке Државе - Хрватска |

### Жене
| - Аустралија - Бразил - Демократска Република Конго - Италија - Јапан - Канада | - Кина - Куба - Јужна Кореја - Русија - Сједињене Америчке Државе - Украјина |